# Rój dronów
Rój dronów (ang. drone swarm) – operacja wielu dronów, która jest skoordynowana przez dowódcę. Analogią w naturze jest rój pszczół, mrówek, klucz ptaków, wataha wilków, czy ławica ryb. Z czego oczywiście w przypadku dronów pozycja dowódcy jest przy naziemnej stacji kontroli (GCS), a w przypadku zwierząt na czele stada.
Amerykański urząd lotnictwa Federal Aviation Administration definiuje rój dronów pod nazwą swarm dosyć dokładnie i szeroko, jako operację więcej niż 1 bezzałogowego statku powietrznego (BSP), w której wszystkie BSP działają według poleceń jednego pilota-dowódcy BSP, który kieruje nimi wszystkimi za pośrednictwem wspólnego łącza.
Roje dronów mają zastosowania zarówno obronne, jak i cywilne.